# Jan Ulijn
Jan M. Ulijn (Oss, 19 juni 1944 - Nuenen, 20 november 2016) was een Nederlandse hoogleraar met de leerstoel Internationaal ondernemerschap, innovatie en cultuur aan de Open Universiteit Nederland. Bij zijn inauguratie als hoogleraar aan de Open Universiteit was het onderwerp van zijn oratie 'Where International Entrepreneurship and Innovation meet: The Culture of Lifelong Learning'.
Ulijn was voorts emeritus-hoogleraar op de Jean Monnet-leerstoel van de Technische Universiteit Eindhoven. Hij hield een CLUSTER-leerstoel aan het Institut National Polytechnique de Grenoble in Frankrijk. Hij heeft meer dan honderd internationaal beoordeelde tijdschriftartikelen (inclusief tien 'special issues') op zijn naam staan en schreef alleen of met anderen een tiental boeken en boekhoofdstukken. In 2003 won hij samen met Antoon van Luxemburg en Nicole Amare de IEEE PCS Best Paper Award.
Ulijn was een erkend voorvechter van de Europese gedachte, blijkens ook zijn Jean Monnet leerstoel. Desondanks was hij positief over de Eurosceptici in Nederland:
"Laat die pessimisten maar blijven, want ze prikkelen, en zo komen we uiteindelijk tot betere oplossingen." In zijn onderzoekswerk heeft Ulijn laten zien hoe het gedachtegoed van Schumpeter over ondernemerschap en innovatie in de internationale economische en culturele verhoudingen van toepassing is om de groeikracht van de Europese Gemeenschap te bestendigen.

## Honors and Citations
- 1982 • International Reading Research Award.
- 1984 • The French order Palmes Académiques (Orde van de Academische Palmen).
- 1989 • Who is Who in the World, 9th, 10th, 11th and 20th (2003) ed. (Marquis: Wilmette IL, USA).
- 1995 • Harvard Program on Negotiation International Directory of Practicioners and Scholars.
- 1993/5 • Invitation to be a member of the New York Academy of Sciences, of the American Association of the Advancement of Sciences (AAAS) and Honorary Advisor (including guest professorship) to the Center of Foreign Exchanges and Foreign Languages, The Chinese Academy of Sciences (PR China).
- 1997 • Associate Fellow of the American Society for Technical Communication (STC).
- 1998 • American Business Communication Association (ABC) Outstanding Researcher Award.
- 1999 • Fellow of the Eindhoven Center of Innovation Studies (ECIS).
- 2000 • Fellow of the American Society for Technical Communication (STC).

## Opleidingen
De opleiding van Ulijn omvatte onder andere een BA/MA in French and Linguistics, een PhD in Social Sciences, postdoctoraal onderzoek en business training in 'technical communication and negotiation' aan de universiteiten van Nijmegen (NL) en Stanford (USA). Daarnaast kreeg hij een jaar opleiding aan de universiteit van Besançon (Frankrijk), twee jaar aan de Stanford University en University of New Mexico (USA), op basis van NWO en Fulbright, alsmede als exchange professor in Duisburg (Duitsland), Shanghai Jiao-Tong Universiteit (China) and Aarhus Business School (Denemarken).